# Marina da Póvoa

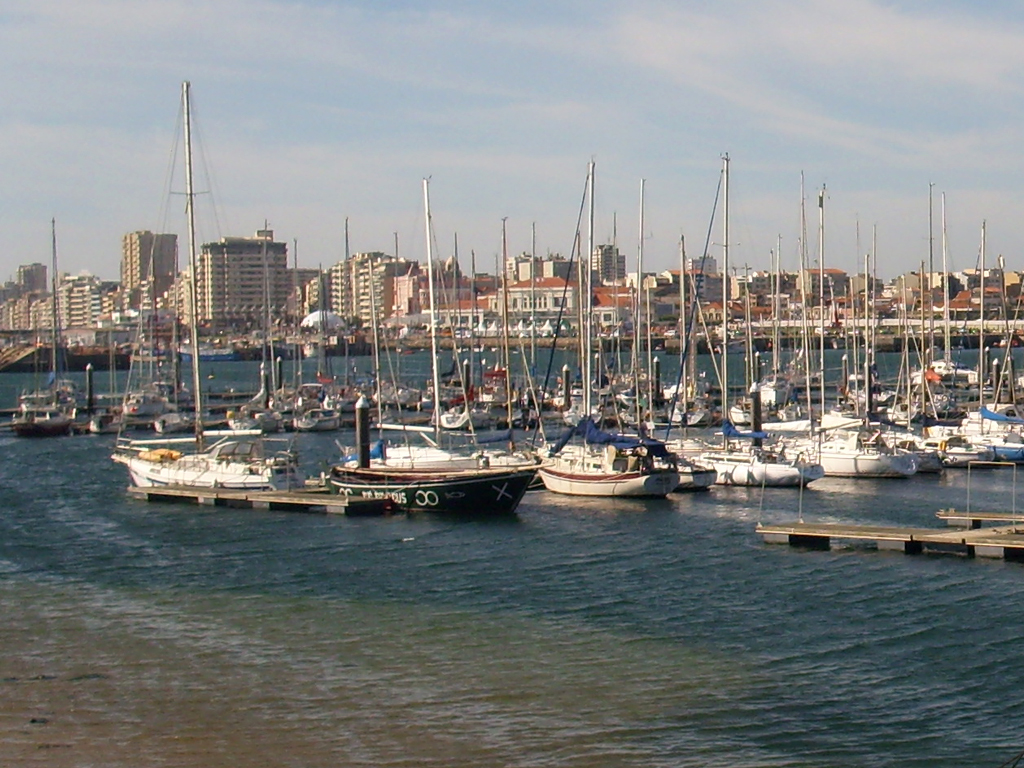
A Marina da Póvoa é uma paragem para barcos que estejam a explorar a costa ocidental ibérica.

A Marina da Póvoa de Varzim é uma marina moderna localizada na Póvoa de Varzim (41° 22′N 08° 46 W), fazendo dela uma paragem para as embarcações de recreio que estejam a explorar a costa ocidental ibérica e para os fãs de desportos náuticos.
A marina foi mandada construir pela Câmara Municipal da Póvoa de Varzim em Junho de 1999 a partir de um projecto do Clube Naval Povoense, tendo a sua gestão sido entregue ao clube. Hoje a marina é auto-suficiente financeiramente. É uma marina de apoio à actividade náutica, tal como outras na costa ocidental portuguesa, mas que não deve ser confundida com os equipamentos de imobiliárias denominados "marina" no Sul de Portugal. Encontra-se ancorada na Marina a Lancha Poveira do Alto Fé em Deus.

## Popularidade
Com popularidade crescente, recentemente tornou-se na mais destacada no Norte de Portugal. Caracteriza-se pela vida social e multi-culturalidade, com nautas de todo o mundo desde a Escandinávia e Reino Unido aos Estados Unidos e Austrália, que por ano são milhares e por ali ficam durante longos meses e até anos.
Considerando apenas a utilização dos postos de amarração para passantes regista-se, por nacionalidades de origem dos visitantes:
1. Reino Unido 35 %
2. França 15 %
3. Portugal 10 %
4. Países Baixos 8 %
5. Espanha 8 %
6. Alemanha 6 %
7. Suécia 4 %
8. Outros  14 %

## Características
Estando localizada numa área abrigada, a Marina da Póvoa oferece serviços para embarcações de recreio e partilha o espaço com o porto de pesca, actividade tradicional da cidade. A marina tem como outras vantagens a sua localização geográfica central  região com facilidade de acesso a várias cidades e locais, a cidade da Póvoa de Varzim e a proximidade e facilidade de acesso ao Aeroporto Internacional Francisco Sá Carneiro.
Localização: Latitude: 08° 46' W N - Longitude: 41° 22' N W
Contacto Rádio: VHF  9 12 16
Amarrações: 241
Calados: de 1,60 m a 3,00 m

## Projectos de expansão
Hoje, faz-se sentir a necessidade de expansão do espaço. A Matina encontrando-se, por vezes na sua capacidade máxima, com 600 barcos. O Clube Naval prevê duplicar a marina para o dobro e antevê que domine o porto num futuro a médio prazo. No entanto, alguns projectos por alguns organismos públicos (IPTM e Câmara de Vila do Conde) têm condicionado o projecto. Existem duas propostas, a primeira de deslocalização da Marina para junto do Casino da Póvoa e a que hoje acolhe mais consenso e apoiada pelo Clube Naval é a de expansão para junto do Casino.